# Effigy
Effigy è un personaggio dei fumetti DC Comics. È un supercriminale che ha combattuto contro la Lanterna Verde Kyle Rayner utilizzando il potere di controllo sulle fiamme donatogli dai Controllori.

## Biografia del personaggio

### Origini
Cresciuto a Seattle, Washington, da un padre alcolizzato dopo la morte di sua madre, Martyn Van Wyck fu un uomo amaro e risentito. Costantemente in conflitto con le figure autoritarie, aspirò alla carriera di musicista, ma non ottenne nemmeno un ruolo marginale in quel campo.
Fuori Seattle, Van Wyck fu rapito dai Controllori, una razza aliena che ebbe origine sul pianeta  Maltus e che si divise dai Guardiani dell'Universo più o meno tre miliardi di anni fa. Van Wyck conservò solo dei vaghi ricordi di sé in una stanza e di alcuni esseri che stavano sopra di lui. Sei giorni dopo, Van Wyck si trovò nel mezzo della strada, nudo e confuso. Fu portato al pronto soccorso più vicino, dove i dottori non scoprirono niente che non andava con lui, a parte il fatto che i suoi occhi cambiarono il colore da azzurri a giallo fiamma.
Incontrandosi con i suoi amici, Van Wyck raccontò loro tutto ciò che sapeva riguardo al proprio stato. Quando il proprietario della caffetteria in cui si trovavano chiese loro di uscire, Van Wyck rispose all'invito con la riproduzione di una bestia fatta di fuoco. Capì, quindi, di poter fare di tutto con questo nuovo potere. Fuori dalla caffetteria, una lite con un guidatore terminò in fretta quando Van Wyck incendiò la macchina dell'uomo. In preda alla rabbia, Van Wyck si trasformò: la sua pelle divenne bianca, mentre i suoi capelli divennero fiamme vive e tutto il suo corpo fu rivestito di un costume rosso. Scoprì anche di poter volare. Si scoprì più avanti che i Controllori tentarono di creare degli esseri super umani per rimpiazzare i Darkstars.
Parlando con la sua ragazza, Trace, Van Wyck le spiegò quanto era stanco di essere "spinto" dagli altri e che le cose sarebbero cambiate ora che aveva questi superpoteri. Trace descrisse le immagini che Martyn fece con le fiamme come delle effigi fiammeggianti, un'immagine o una copia. A Van Wyck piacque così tanto quel termine che lo utilizzò per la sua nuova identità. Decise, così, di lasciarsi Trace e Seattle alle spalle. Per quanto ci riguarda, la vita di Martyn Van Wyck era finita: adesso c'era solo Effigy.
Van Wyck viaggiò per Hollywood, in California, dove fu subito notato causando delle esplosioni, solo perché poteva farlo. Bruciando la famosissima insegna del nome di "Hollywood" ottenne l'attenzione dei media, che a loro volta furono notati dalla Lanterna Verde Kyle Rayner. Effigy assaporò la possibilità di sconfiggere un membro della Justice League e ne approfittò per attaccare.
Effigy e Lanterna Verde si batterono per tutta Hollywood fino alla costa. Finalmente, sembrò che il supereroe sconfisse il nuovo super criminale. Improvvisamente, una luce brillante comparve sui due combattenti: erano i Controllori giunti per reclamare Effigy. Lo lasciarono perché pensavano che il loro esperimento fosse un fallimento. Lanterna Verde tentò di fermarli dal prendere Van Wyck ma erano troppo forti per l'anello del potere. Effigy fu portato a bordo della nave spaziale, e con i Controllori lasciò la Terra. All'interno della nave, i Controllori continuarono i loro esperimenti su Effigy, solo perché potevano.

### Pedina dei Controllori
Successivamente Rayner incontrò Effigy sulla sua strada quando tentò di confrontarsi con i Controllori riguardo alla loro manomissione della sua mente. Prima che Kyle potesse entrare nella nave spaziale, i Controllori gli mandarono contro Effigy, che gli ex Maltusiani tramutarono in un servo obbediente, ma nel fare ciò rimossero molta della sua individualità, facendo di lui una pedina senza mente. Effigy, senza immaginazione e forza di volontà, non era in grado di competere con Lanterna Verde,  così Rayner lo sconfisse in un attimo. Rayner lasciò Effigy alla deriva nello spazio, mentre lui se la vedeva contro i Controllori, pensando ragionevolmente che i suoi poteri lo avrebbero protetto.

### Ritorno sulla Terra
In qualche modo, Effigy riuscì a tornare sulla Terra, dove ebbe una breve relazione con la seconda Killer Frost. In questo periodo, attirarono la Lanterna Verde Kyle Rayner, che la coppia immobilizzò velocemente. Dopo di ciò, Killer Frost cominciò a far notare ad Effigy tutti gli errori del suo metodo, ed insistette che durante le battaglie fosse lei a dover andare avanti per prima grazie alla sua esperienza nell'affrontare i supereroi. Effigy rimase offeso da tale osservazione, e cominciò a dubitare della loro relazione.
Infine, Rayner riuscì a sconfiggere sia Effigy che Killer Frost. Questa volta, però, seppellì quest'ultima sotto una montagna di ghiaccio che lei stessa aveva creato, interrompendo i suoi poteri di assorbimento del calore. Effigy era quasi in procinto dal tirarla fuori quando ci ripensò e decise di darsela a gambe piantandola in asso. Incendiò una macchina di passaggio per distrarre Lanterna Verde e volò via pensando "l'unica cosa peggiore di un supereroe che sa tutto è un super criminale che pensa di sapere tutto".

### Crollo
Prima della trasformazione di Rayner in Ion, Effigy fu scoperto da Jade, mentre soffriva di un crollo psicologico. La sua schizofrenia si manifestò attraverso i suoi poteri, con la creazione di tre personaggi pirocinetici indipendenti che si autodefinirono Torch, Blaze ed Ember. Jade e Rayner sconfissero i tre costrutti ed Effigy accettò di ritornare in carcere.
Dopo di ciò, non si fece più vedere finché non ricomparve tra i ranghi della Società segreta dei supercriminali, lavorando al fianco di altri criminali affini al fuoco come Heat Wave. Si può presumere che questa guarigione fu causata da Despero (in modo più o meno simile a come svegliò Scorch dal coma).

### Un Anno Dopo
In Crisi Finale n. 1 lo si può vedere tra i membri della Società dei Super Criminali di Libra, dove fu complice dell'omicidio di Martian Manhunter. In Final Crisis: Revelations n. 1, Effigy fu ucciso dallo Spettro, che lo fuse in una lampada ad olio, tuttavia lasciandolo consciamente in vita, e ubicandolo in una lanterna somigliante alla batteria del potere personale delle Lanterne Verdi, dove bruciò fino a morire.

## Poteri ed abilità
Effigy può creare costrutti fatti di fiamme, inclusi un'armatura da battaglia, armi, creature di fuoco, e tutto ciò che riesce ad immaginare. I suoi poteri gli consentono di volare, di lanciare colpi di fuoco, e lo proteggono dal vuoto dello spazio.
I suoi poteri, però, mostrano sia vantaggi che svantaggi contro il potere dell'anello delle Lanterne Verdi. Lui non ha bisogno di ricaricare il suo potere e può avere la meglio su ogni sostanza (sebbene lui stesso sia vulnerabile all'acqua). Tuttavia, non può tradurre le altre lingue, cercare segnali di energia, manipolare le particelle sub-atomiche, o avere accesso ai database da cui ricava le informazioni. In più, non possiede la forza di volontà e la concentrazione tipica delle Lanterne Verdi, e può quindi essere distratto facilmente.